# Susana López Ares
Susana López Ares (Ponferrada, 8 de diciembre de 1967) es una profesora y política española, diputada por Asturias durante las XI y XII legislaturas por el partido Popular.

## Biografía
Es licenciada (1990) y doctora (1994) en Ciencias Económicas y Empresariales por la Universidad de Oviedo. Ejerce como profesora titular en el Departamento de Economía Cuantitativa de la Universidad de Oviedo; asimismo, entre 2004 y 2008 fue directora de la Escuela Universitaria de Empresariales y entre 2008 y 2011 fue Vicerrectora de Estudiantes y Empleo. Ha sido profesora visitante en la Universidad de Aalborg, en la Universidad de La Habana y en la Universidad de Viena.
Entre 2011 y 2016 fue diputada en la Junta General del Principado de Asturias, donde ocupó el cargo de portavoz de Economía, Empleo, Educación y Universidades e I+D+i. En las elecciones generales de 2015 fue cabeza de lista en Asturias por la coalición PP-FORO, resultando elegida diputada, cargo que renovó en las elecciones generales de 2016.  Fue portavoz adjunta del Grupo Popular durante la XII legislatura. Fue también miembro de varias comisiones. En las elecciones de abril de 2019 no se presentó a la reelección, siendo sustituida por Paloma Gázquez.

## Publicaciones
- Tendencias demográficas y planificación económica en el Principado de Asturias
- E-Business y Comercio Electrónico
- La población del municipio de Gijón en el horizonte del 2010: Demanda futura del SAD
- Proyección de la población de El Bierzo
- Problemas y Cuestiones de Matemáticas para el Análisis Económico